# اوی مولینا
اوی مولینا (انگلیسی: Xavi Molina؛ زادهٔ ۱۹ ژوئیهٔ ۱۹۸۶) بازیکن فوتبال اهل اسپانیا است.
از باشگاه‌هایی که در آن بازی کرده‌است می‌توان به باشگاه خیمناستیک تاراگونا اشاره کرد.